# هاي سكول ميوزيكال 2
مسرحية الثانوية الغنائية 2، أيضاً معروفة كـهاي سكول ميوزيكال 2 (بالإنجليزية: High School Musical 2)‏، وهو الجزء الثاني من سلسلة أفلام هاي سكول ميوزيكال الغنائية. استغرق العرض العالمي الأول يوم 17 أغسطس 2007  في ديزني لاند، في أنهايم بولاية كاليفورنيا. حضر يلقي الأولية، بما فيها زاك إيفرون، كوربن بلو، فانيسا هادجنز، وآشلي تيسدال، هذا الحدث. الفيلم لأول مرة على شاشات التلفزيون يوم 17 أغسطس 2007، على قناة ديزني في الولايات المتحدة، وعلى آله في كندا.
في الدفعة الثانية من الانتخاب ديزني، وتلميذ بمدرسة ثانوية تروي بولتون يشدد على الحصول على وظيفة، مع سعر النفقات الكلية التي تلوح في الأفق في ذهنه، فضلا عن محاولة للتأكد من أنه وغابرييلا مونتيز قادرة على البقاء معا طوال الصيف. هذا الوضع يجذب انتباه شاربي ايفانز، الذي يحاول سرقة تروي عن نفسها من خلال توظيف له في النادي القطري عائلتها.
واعتبر العرض بما مجموعه أكثر من 18 مليون مشاهد في الولايات المتحدة وهو ما يقرب من 10 ملايين آخرين من سابقتها، مما يجعلها أعلى تصنيف قناة ديزني فيلم من كل وقت.

## القصة
انتهاء العام الدراسي مع الجميع في الشرق الثانوية نتطلع إلى العطلة الصيفية («ما هو الوقت»). تروي بولتون والتي يرجع تاريخها لا يزال غابرييلا مونتيز الذي يقرر البقاء في ألباكركي مع والدتها. تروي تقرر في نهاية المطاف للبحث عن وظيفة في الصيف للحصول على المال من أجل الجامعة.
خطة شاربي وريان ايفانز لقضاء جزء من الصيف في النادي القطري لأسرهم، الحمم الينابيع («الرائع»)، ولكن الصيف شاربي خطط تشمل أيضا متابعة تروي، ومنهم أنها رتبت ليتم تعيينهم في النادي. ومع ذلك، تروي يقنع إدارة النادي، والسيد فولتون، في توظيف وغابرييلا مجموعتهم قريبة من الأصدقاء كذلك؛ بما في ذلك تايلور وتشاد. شاربي هو غضب عندما علم أن غابرييلا يعمل بوصفه واحدا من حراس إنقاذ كنه غير قادر على الحصول عليها حتى أنها اطلقت أوامر فولتون لاعطائهم المهام الصعبة بحيث سيكون من الأفضل لإنهاء. فولتون محاولات لتخويف الجماعة ولكن تروي يعيد بناء الثقة، ويقنع لهم أن يتمكنوا من المثابرة («العمل من ذلك»).
تروي بزال يقلق على تمويل الكلية. وشاربي حاجتها وتتخذ الإجراءات اللازمة لتعزيز تروي، على أمل أن يؤدي ذلك إلى إقناعه للغناء معها في اظهار المواهب. وفي الوقت نفسه، وكيلسي تكتب القصة لتروي وغابرييلا. تروي يوافق على الغناء مع أصدقائه في المعرض («أنت موسيقى بي»)، لا يعرفون أن شاربي وتتنافس على اهتمامه. (في النسخة الموسعة، شاربي وريان فخ تروي في الوقت الذي يستعد لموعد مع غابرييلا، وتنفيذ سدادة على إظهار المحتملة (بالإنجليزية: Humuhumunukunukuapua'a)‏.

## طاقم التمثيل
- (زاك إيفرون) بدور (تروي بولتون) هو الشخصية الرئيسية في الفيلم. هو الطالب الأكثر شعبية في الشرق الذكور في مدرسة ثانوية، وكابتن فريق كرة السلة للاسكواش. لهذا الفيلم، وكان الغناء إيفرون والمخلوطة مع صوت المغني ودرو سيلي.
- (فانيسا هادجنز) بدور (غابرييلا مونتيز) هي واحدة من العباقرة على فريق العشاري الدراسية، وهي صديقة تروي بولتون.
- (آشلي تيسدال) بدور (شاربي ايفانز) وهي خصم غابرييلا مونتيز في الفيلم.
- (كوربن بلو) بدور (تشاد دانفورث) هو أفضل صديق للتروي بولتن منذ الطفولة، وصديق مفضل أيضا مع جايسون وزيكي.
- (لوكاس غرابيل) بدور (ريان إيفانز) هو شقيق لشاربي ايفانز.
- (مونيك كولمان) بدور (تايلور ماكيسي) وهي أفضل صديق لغابرييلا مونتيز. وهي كابتن فريق المدرسة ديكاتلون الدراسية.
- (بارت جونسون) بدور (جاك بولتون) هو والد تروي ومدرب فريق كرة السلة.
- (أوليسيا رولين) بدور (كيلسي نيلسن) وهي طالبة في مدرسة الشرقية. وهي عازفة البيانو والمؤلفة الموسيقية.
- (كريس وارين جونيور) بدور (زيكي بايلور) وهو صديق تروي مع تشاد، ويلعب لفريق كرة السلة. وهو يتمتع أيضا بالطبخ.
- (رايان سانبورن) بدور (جيسون كروس) هو صديق أيضا مع تروي وتشاد، ويلعب لفريق كرة السلة. أنه يميل أيضا إلى طرح أسئلة سخيفة في الصف ويحب النوم.
- (مارك تايلور) بدور توماس فولتون هو مدير سبرينغز الحمم. ويرد عليه أن يفعل كل ما هو ممكن لارضاء شاربي.
- (روبرت كورتيس) براون بدور (فانس ايفانز) هو والد شاربي وريان.
- (جيسيكا توك) بدور داربي ايفانز وهي الأم شاربي وريان ورئيس المجلس سبرينغز الحمم.
- (أليسون ريد) بدور السيدة داربوس وهي مدرسة الدراما في المؤخرة السامية الشرقية. وتظهر فقط في بداية الفيلم وهاي سكول ميوزيكال 3: سينيور يير.
- (كايسي ستروه) بدور مارثا كوكس وهي طالبة في مدرسة ثانوية في الشرق. هي أحد الأصدقاء مع غابرييلا، كيلسي، وتايلور.
- (مانلي) «المخللات الصغير» أورتيغا بدور بوي ايفانز هو كلب شاربي والحيوانات الأليفة.
- (تانيا تشيشولم) بدور جاكي وهي من الأصدقاء لشاربي (الملقب شاربيتيس).
- (كيلي بيكر) بدور ليا، وهي أيضا من شاربيتيس.
- (ماكول كلارك) بدور إيما، وهي أيضا من شاربيتيس.
- (ليزلي وينغ بوميروي) بدور لوسيل بولتون وهي أم تروي بولتون.
- (مايلي سايرس) فتاة ترقص في المسبح في نهاية الفيلم.

## إطلاق
العرض الأول من هاي سكول ميوزيكال 2 بثت في وقت الشرقية 08:00 يوم 17 أغسطس، 2007، واشتمل على استضافته بثت كيني أورتيجا ويلقي الفيلم. يوم السبت 18 آب، بثت قناة ديزني «هاي سكول ميوزيكال 2: القط الوحشي الدردشة»، الذي من نجوم الفيلم الإجابة على الأسئلة المطروحة من قبل المشجعين. في 19 آب، بثت ديزني نسخة الغناء على طول الفيلم. في 23 مايو، أعلنت دايركت أنها سوف تستضيف مقابلة حصرية على فيديو عالي الوضوح الفيلم بعد أيام قليلة من العرض الأول يوم 17 أغسطس في الشبكة «قناة 101» فقط.
بثت قناة ديزني برنامج أسبوعي يسمى الطريق إلى هاي سكول ميوزيكال 2، ابتداء من يوم 8 يونيو 2007، والتي أدت إلى العرض الأول من المدرسة الثانوية الموسيقية 2 في أغسطس. المعرض عرضت مشاهد من وراء الكواليس النظر في إنتاج الفيلم. العرض العالمي الأول لعدد الافتتاحية «ما هو الوقت» كان على راديو ديزني 25 مايو 2007،  وبالمثل «أنت الموسيقى في البيانات» لأول مرة يوم 13 يوليو، 2007.
في 11 ديسمبر 2007، أفرج عن الفيلم على دي في دي وبلو راي بعنوان «هاي سكول ميوزيكال 2: الطبعة الموسعة». في 15 سبتمبر 2008، صدر العدد 2 قرص خاص للفيلم بعنوان «هاي سكول ميوزيكال 2: طبعة فاخرة الرقص».

## الأغاني
| أغنية                                 | سونغ بصورة رئيسية من جانب                                 | مطربين أخرى                              | المشهد                                              |
| ------------------------------------- | --------------------------------------------------------- | ---------------------------------------- | --------------------------------------------------- |
| ما هو الوقت                           | تروي، غابرييلا، شاربي، راين، تشاد، وتايلور                | القطط الوحشية                            | فصول الشرق السامي، الممرات، الكافتيريا              |
| ما هو الوقت (ربريس)                   | تروي، غابرييلا، شاربي، راين، تشاد، وتايلور                | القطط الوحشية                            | ساحات المدارس الشرق السامي                          |
| رائع                                  | شاربي وريان                                               | شاربيتيس                                 | الحمم الينابيع حمام سباحة                           |
| هذا العمل خارج                        | تروي، غابرييلا، تشاد، تايلور، كيلسي، زيكي، مارثا، وجايسون | القطط الوحشية وعمال المطبخ               | الحمم الينابيع الحديقة                              |
| أنت الموسيقى في البيانات              | تروي وغابرييلا                                            | كيلسي والقطط الوحشية                     | غرفة الطعام الحمم سبرينغز                           |
| (بالإنجليزية: Humuhumunukunukuapua'a)‏ | شاربي وريان                                               | شاربيتيس                                 | الحمم الينابيع غرفة الكواليس                        |
| أنا لا أرقص                           | تشاد وريان                                                | لاعبي البيسبول، القطط الوحشية            | وشركة البيسبول سبرينغز الحمم الميدانية              |
| أنت الموسيقى في البيانات (ربريس)      | تروي وشاربي                                               | شاربيتيس                                 | المرحلة الحمم الينابيع                              |
| بلادي فلدي الذهاب طريقتي الخاصة       | غابرييلا                                                  | تروي                                     | الحمم الينابيع حمام سباحة، غرفة خلع الملابس، وأسباب |
| والرهان على                           | تروي                                                      | بلا                                      | دورة غولف الينابيع حمم                              |
| اليومية                               | تروي وغابرييلا                                            | القطط الوحشية                            | وشركة الحمم الينابيع المرحلة                        |
| الكل في واحد                          | تروي، غابرييلا، شاربي، راين، تشاد، وتايلور                | كيلسي، زيكي، مارثا، جيسون، القطط الوحشية | وشركة الحمم الينابيع حمام سباحة                     |

## الاستقبال

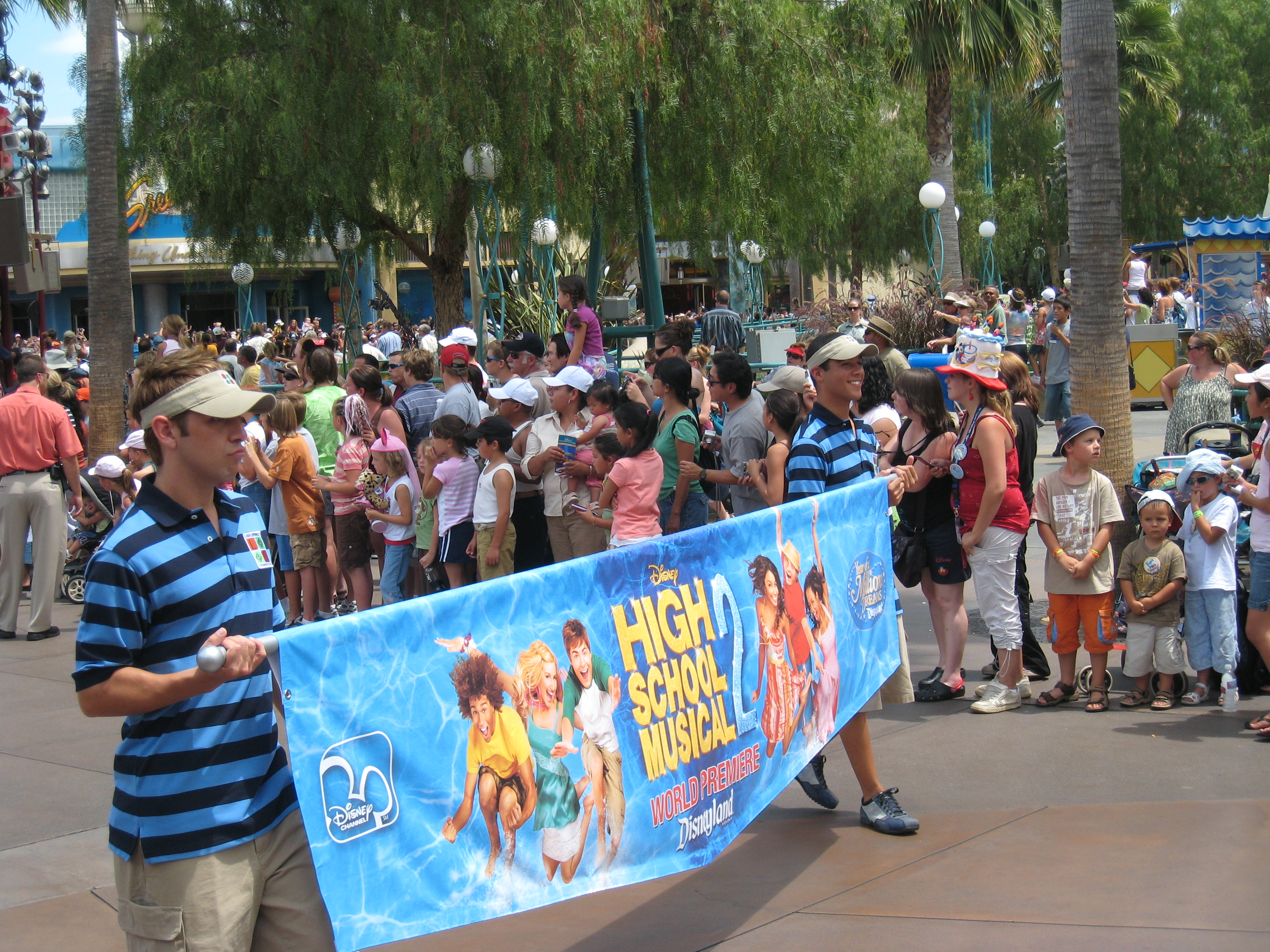
هاي سكول ميوزيكال 2 رئيس الوزراء. أقيم العرض العسكري في ث: كاليفورنيا حديقة المغامرات بمناسبة رئيس الوزراء للعرض في دور السينما وسط مدينة ديزني.

كسرت البث الأول للفيلم يوم 17 أغسطس 2007 السجلات، وتلقي 17200000 المشاهدين. أدلى هذا الرقم فيه، في ذلك الوقت، وابرز شاهد الأساسية كابل التي بثت في التاريخ (وكان الرقم القياسي السابق الذي عقد قبل الطبعة لكرة القدم (بالإنجليزية: ESPN)‏ ليلة الاثنين بين العمالقة نيويورك ودالاس رعاة البقر في 23 تشرين الأول 2006، والذي استقطب (16000000 المشاهدين)، وابرز شاهد أدلى مقابل كابل الفيلم من أي وقت مضى (وكان الرقم القياسي السابق في يناير ال21، 2001 بث تريل نارين، التي جلبت 12500000 المشاهدين)، وأكبر جمهور من أي برنامج على الكابل أو البث في موسم الصيف التلفزيون عام 2007، جنبا إلى جنب مع ليالي الجمعة على مدى السنوات الخمس الماضية. فقد هبطت معدلات للعرض الثاني من الفيلم إلى 8.4 مليون نسمة، ويظهر الثالث تراجعت إلى 7.4 مليون نسمة، بلغ مجموعها في نهاية الأسبوع إلى العرض 33040000 المشاهدين.
في أميركا اللاتينية، وكان ينظر إلى العرض من هاي سكول ميوزيكال 2 بنسبة 3.3 مليون مشاهد في منطقة الشمال. كان الفيلم الأكثر مشاهدة في جدول أعماله، من بين جميع قنوات الكابل، وأنتجت على أعلى تصنيف للقناة، متجاوزا جميع الأفلام الأصلية من قناة ديزني. بين السجلات الأخرى، تجاوز العرض الأول في الأرجنتين لأول مرة من المدرسة الثانوية الموسيقية السنة الماضية، في 107 في المئة، بينما في البرازيل بلغت 208 في المئة تتمة، والمكسيك فعلت ذلك مع 61 في المئة. وفي المملكة المتحدة، وأصبح الفيلم برنامج قناة ديزني المملكة المتحدة الأكثر مشاهدة من أي وقت مضى، يبلغ مجموعها 1.2 مليون مشاهد في عرضه الأول.
وعموما الفيلم استقبالا جيدا من قبل النقاد، والحصول على درجة 77 / 100 في ميتاكريتيك ، في حين أنها تلقت ردود فعل متباينة بشكل عام بنسبة 50 ٪ على موقع الطماطم الفاسدة. الولايات المتحدة الأمريكية اليوم روبرت بيانكو منح الفيلم ثلاثة نجوم من أصل أربعة، وقال هاي سكول ميوزيكال 2 وكان "الحلو، وذكية، وينفجر مع الموهبة والطاقة، وغارق في البراءة". على الرغم من الانتقادات التي يتمتع الفيلم، لاحظوا الذي بدا توقيت العرض الأول للفيلم الغريب، العرض الأول فقط عندما كانت المدرسة على وشك البدء من جديد، في حين مؤامرة الفيلم ينطوي على عصابة ذاهب في عطلة الصيف. فاز هاي سكول ميوزيكال (2)، "الطقس حار جدا في الوقت الراهن" الجائزة في اختيار الأسترالية نيكولوديون للأطفال "جوائز عام 2007 التي لم المدرسة العليا يلقي الموسيقية، زاك إيفرون استضافته مع ونباتات الفيرونيكا.

## هاي سكول ميوزيكال 2: على المسرح!

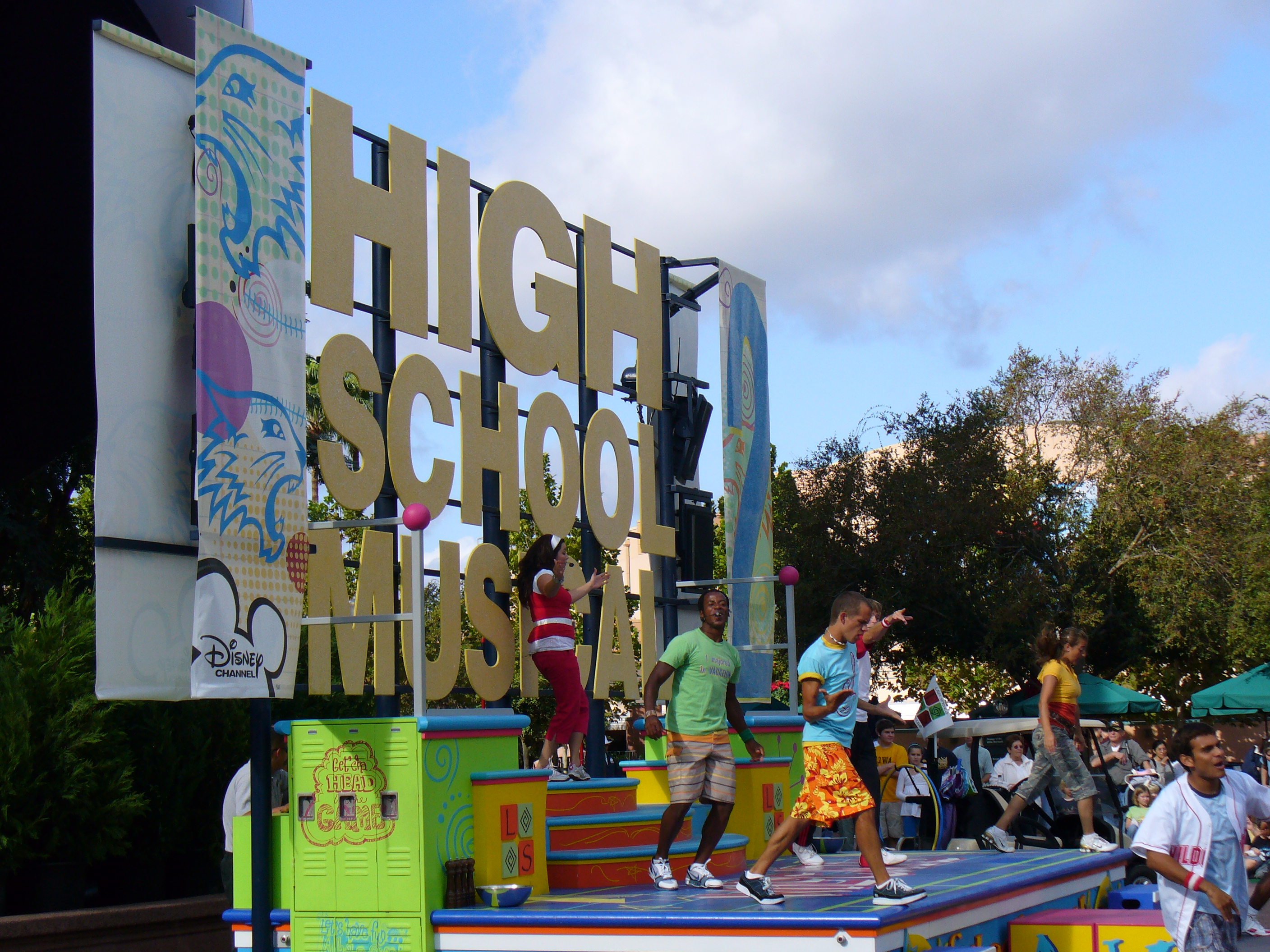
أداء أعداد الموسيقية من هاي سكول 2 في استوديوهات ديزني هوليوود.

مثل هاي سكول ميوزيكال الأصلية، وقد تم تكييف تتمة في الإنتاج المسرحي الثانية مختلفة: واحدة تعمل، الإصدار 70 دقيقة وتستغرق مدة العمل الإنتاج الكامل. هذه المرحلة تشمل إنتاج أغنية "(بالإنجليزية: Humuhumunukunukuapua'a)‏" الذي استبعد من الفيلم الأصلي ولكنها شملت في دي في دي. موسيقى من خلال المسرح الدولي، بدأ ديزني المسرحية ترخيص حقوق المسرحية في أكتوبر 2008. وكان المجرية المعينين أصلا 7 مدارس لتكون بمثابة اختبار لتكييف كامل طول جديد، ولكن نظرا إلى تعقيدات مع مشاريع متعددة من الكتابة على حد سواء، ويسجل، واضطر جميع ولكن اثنين من المدارس إلى الانقطاع عن البرنامج التجريبي.
- في 18 مايو 2008، أصبحت هاي سكول ميوزيكال ودلاندز أول هاي سكول ميوزيكال للإنتاج الموسيقي 2.
- من 17 يوليو - 3 أغسطس 2008، كان هاريل المسرح، في كوليرفيللي، تينيسي، أول مجتمع المسرح لأداء الإنتاج، والذي تضمن كل من يلقي كبار وصغار المدلى بها.
- من 15 يناير - 15 فبراير 2009، وقدم العرض الأول ساحل غرب المحيط الهادئ إنتاج مسرح مدرسة للفنون المسرحية. كان موجها الإنتاج (بالإنجليزية: PacRep founderStephen)‏ مورر، الذي توجه في وقت سابق العرض كاليفورنيا من هاي سكول ميوزيكال الأولى.[19]
- من 06-18 أبريل 2009، سوف يتم تنفيذ العرض الأول في المملكة المتحدة من قبل شركة مسرح (بالإنجليزية: StageDaze)‏ في كارديف.[20]

## الجوائز
فاز هاي سكول ميوزيكال 2 في فيلم تلفزيوني اختيار فئة في حفل توزيع جوائز اختيار المراهقين 2007. كما فاز بجائزة خاصة من أي وقت مضى وقع اختيار جائزة المراهقين لسجلها المتميز للتلفزيون بريما.
وقد فاز هاي سكول ميوزيكال 2 أيضا "الطقس حار جدا في الوقت الراهن "لجوائز اختيار الأطفال" عام 2007.

## أوقات العرض
| البلد                      | القناة                       | الوقت           |
| -------------------------- | ---------------------------- | --------------- |
| الولايات المتحدة           | قناة ديزني                   | 17 أغسطس، 2007  |
| كندا                       | قناة فاميلي                  | 17 أغسطس، 2007  |
| آسيا عدا تايوان            | قناة ديزني (آسيا)            | 9 سبتمبر، 2007  |
| اليابان                    | تلفزيون فوجي                 | 17 سبتمبر، 2007 |
| المملكة المتحدة            | قناة ديزني (المملكة المتحدة) | 21 سبتمبر، 2007 |
| أستراليا و نيوزلندا        | قناة ديزني (أستراليا)        | 22 سبتمبر، 2007 |
| ألمانيا و أمريكا اللاتينية | قناة ديزني حول العالم        | 22 سبتمبر، 2007 |
| الأرجنتين                  | قناة ديزني حول العالم        | 23 سبتمبر، 2007 |
| تايوان                     | قناة ديزني (آسيا)            | 24 سبتمبر، 2007 |
| فرنسا                      | قناة ديزني حول العالم        | 25 سبتمبر، 2007 |
| إيطاليا                    | قناة ديزني (إيطاليا)         | 29 سبتمبر، 2007 |
| البرتغال و إسبانيا         | قناة ديزني حول العالم        | 29 سبتمبر، 2007 |
| هولندا                     | نت 5                         | 29 سبتمبر، 2007 |
| الشرق الأوسط               | قناة ديزني شرق الأوسط        | 5 أكتوبر، 2007  |
| البرازيل                   | قناة ديزني حول العالم        | 7 أكتوبر، 2007  |

## مكان التصوير
- الجزء الأول: ألباكيوكي، نيومكسيكو
- الجزء الثاني: ألباكيوركي، نيومكسيكو، أورلاندو، فلوريدا
- الجزء الثالث: ألباكيوركي، نيومكسيكو